# Takeshi Aoki
Takeshi Aoki (青木 剛, Aoki Takeshi, Takasaki, 28 september 1982) is een Japans voormalig voetballer die als verdediger speelde.

## Clubcarrière
Takeshi Aoki tekende in 2001 bij Kashima Antlers.

## Japans voetbalelftal
Takeshi Aoki debuteerde in 2008 in het Japans nationaal elftal en speelde 2 interlands.

## Statistieken
| Japans voetbalelftal | Japans voetbalelftal | Japans voetbalelftal |
| Jaar                 | Wed.                 | Dlp.                 |
| -------------------- | -------------------- | -------------------- |
| 2008                 | 1                    | 0                    |
| 2009                 | 1                    | 0                    |
| Totaal               | 2                    | 0                    |